# Huracán Alice (diciembre 1954)
El Huracán Alice es el único huracán del Atlántico en pasar por los calendarios de dos años y uno de los dos ciclones tropicales del Atlántico, junto con la Tormenta Tropical Zeta del 2005 en hacerlo. Fue la tormenta tropical número doce y el octavo huracán de la temporada de huracanes del Atlántico de 1954, Alice se desarrolló el 30 de diciembre de 1954 de una depresión en el centro del océano Atlántico en un área excepcionalmente favorable. La tormenta se movió al suroeste y gradualmente tomó fuerza hasta alcanzar nivel de huracán. Después de pasar por las Islas de Sotavento el 2 de enero de 1955, Alice alcanzó vientos máximos de 130 km/h antes de encontrarse con aire frío y dar vuelta hacia el sureste. Se disipó el 6 de enero sobre el sureste del mar Caribe.

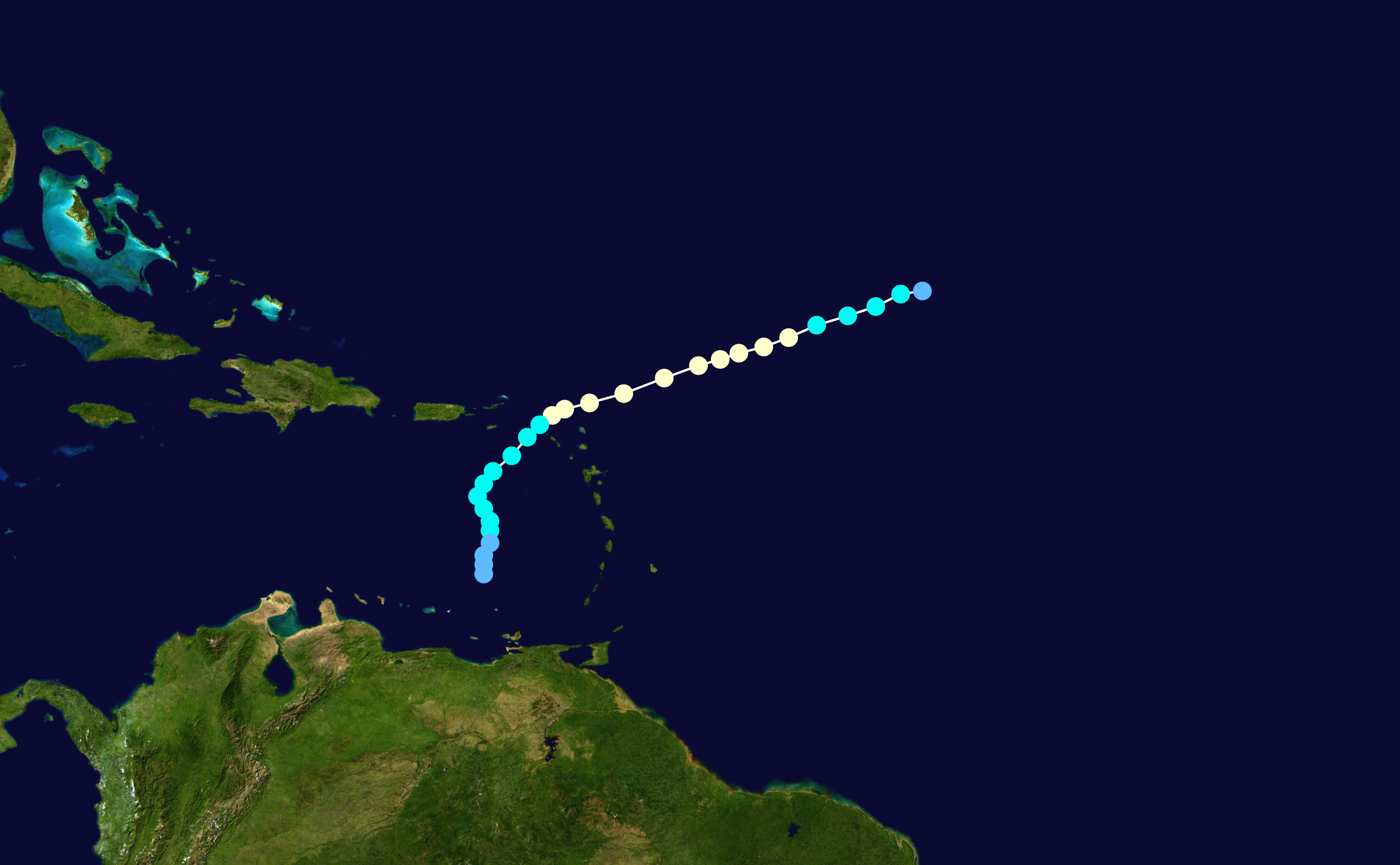
Trayecto de la tormenta.

Alice produjo fuertes precipitaciones vientos de moderados a fuertes a través de varias islas a lo largo de su trayecto. Saba y Anguila fueron las más afectadas, con 623 500 dólares (1955 USD) en daños totales.